# Paris-Roubaix de 1965
A 63.ª edição da Paris-Roubaix teve lugar a 11 de abril de 1965 e foi vencida pelo belga Rik Van Looy, conseguindo assim sua terceira vitória nesta prova.

## Classificação final
| Posição | Ciclista               | Equipa                | Tempo      |
| ------- | ---------------------- | --------------------- | ---------- |
| 1       | Rik van Looy           | Solo-Superia          | 6h 23' 32" |
| 2       | Edward Sels            | Solo-Superia          | + 1' 05"   |
| 3       | Willy Vannitsen        | Ford France-Gitane    | + 1' 11"   |
| 4       | Victor Van Schil       | Mercier-BP-Hutchinson | m. t.      |
| 5       | Joseph Huysmans        | Dr. Mann-Grundig      | m. t.      |
| 6       | Tom Simpson            | Peugeot-BP-Michelin   | m. t.      |
| 7       | Vittorio Adorni        | Salvarani             | m. t.      |
| 8       | Alfons Hermans         | Lamot-Libertas        | m. t.      |
| 9       | Noël Foré              | Flandria-Romeo        | + 1' 33"   |
| 10      | Georges van Coningsloo | Peugeot-BP-Michelin   | + 2' 13"   |